# Jayne Ann Castle Krentz
Jayne Ann Castle Krentz (n. 28 de marzo de 1948 en Borrego Springs, California, EE. UU.) es una escritora superventas dentro del género de la novela romántica. J.A.C.K. (abreviatura que usan sus seguidores) ha llegado a utilizar hasta siete seudónimos distintos, Jayne explica que usa diversos nombres de manera que los lectores puedan rápidamente advertir qué clase de libro leerán. Actualmente ha decidido usar solamente tres de ellos: firma las novelas contemporáneas con su nombre de casada Jayne Ann Krentz, las novelas históricas con el seudónimo de Amanda Quick, y las futuristas con el nombre de soltera, Jayne Castle. Los seudónimos que ya no utiliza son: Jayne Taylor, Jayne Bentley, Stephanie James (seudónimo que bajo el que tiene libros traducidos) y Amanda Glass, aunque la mayoría de esos libros han sido reeditados bajo su nombre de casada: Jayne Ann Krentz.
Sus novelas han sido best-sellers en más de 30 ocasiones, 20 de ellas consecutivas, según la prestigiosa lista del New York Times. Prolífica autora, tiene publicados en total más de 140 libros, de los cuales están traducidos a español más de 75.

## Biografía
Jayne Ann Castle nació el 28 de marzo de 1948 en Borrego Springs, California, EE. UU.. Su madre Alberta Castle la crio junto a sus hermanos Stephen y James, y su madre Jayne estudió español en la escuela. En 1970 se graduó en Historia en la Universidad de California, Santa Cruz, tras lo cual para poder encontrar un buen trabajo obtuvo un master en Biblioteconomía por la Universidad estatal de San José.
Inmediatamente después de su graduación contrajo matrimonio con el ingeniero Frank Krentz, El matrimonio se trasladó a las Islas Vírgenes, donde ella encontró trabajo en una escuela primaria, donde además de su trabajo como bibliotecaria tuvo que dar clases, cosa que a ella no le gustó demasiado. Jayne llegó a trabajar dentro del sistema de bibliotecas de la Universidad de Duke. Poco después de comenzar a trabajar allí, empezó a escribir novelas románticas con toques de suspense e incluso paranormales. Aunque mandó sus manuscritos a varias editoriales, durante los seis años siguientes, solo recibió cartas de rechazo.
En 1979 logró publicar sus primeras novelas románticas bajo su nombre de soltera, y desde entonces no ha parado de escribir.
Ha utilizado nada menos que siete seudónimos a lo largo de su carrera. Los seudónimos que ya no utiliza son: Jayne Taylor, Jayne Bentley, Stephanie James (seudónimo bajo el que tiene libros traducidos) y Amanda Glass, aunque la mayoría de esos libros han sido reeditados bajo su nombre de casada: Jayne Ann Krentz, desde que a inicios de los 90 decidiera reorganizar el uso de sus seudónimos. Lo seudónimos que sigue utilizando son:
- Jayne Castle, su nombre de soltera, que lo utiliza para firmar novelas futuristas desde 1996, aunque hasta 1988 lo utilizaba para publicar novelas contemporáneas.

- Jayne Ann Krentz, su nombre de casada, que lo utiliza para firmar novelas contemporáneas y de suspense.

- Amanda Quick, su seudónimo más vendido, con el que firma sus novelas históricas, la mayoría de ellas ambientadas en la regencia inglesa.

Desde que puede permitirse vivir de la literatura, ha establecido un fondo para bibliotecas universitarias y escolares. Forma parte del equipo asesor del programa para escritores de la Universidad de Washington. J.A.C.K. es colaboradora y editora de una colección de ensayos: Dangeorus Men and Adventurous Women: Romance Writers on the Appeal of the Romance, publicada por la Universidad de Pensilvania. Por este libro de estudios feministas recibió el premio Susan Koppelman, otorgado por el Women’s Caucus del Popular Culture Association y la American Culture Association.
Los Krentz han trasladado su residencia a Seattle, Washington. Entre las aficiones de Jayne, se encuentra la cocina vegetariana.

### Novelas de la Sociedad Arcana
- Libros escritos con tres seudónimos diferentes

1. Second Sight, 2006 (Amor a segunda vista, como Amanda Quick)
2. White Lies, 2007 (La sombra de la mentira, como Jayne Ann Krentz)
3. Sizzle & Burn, 2007 (como JAK)
4. The Third Circle, 2008 (El tercer círculocomo AQ)
5. Running Hot, 2008 (como JAK)
6. The Perfect Poison, 2009 (El veneno perfecto, como AQ)
7. Fired Up [Dreamlight Trilogy-1], 2009 (como JAK)
8. Burning Lamp [Dreamlight Trilogy-2], 2010 (como AQ)
9. Midnight Crystal [Dreamlight Trilogy-3], 2010 (como Jayne Castle)
10. In Too Deep [Looking Glass Trilogy-1], 2011 (como JAK)
11. Quicksilver [Looking Glass Trilogy-2], 2011 (como AQ)
12. Canyons of the Night [Looking Glass Trilogy-3], 2011 (como JC)

- Scargill Cove Case Files, 2011 (como JAK)

### Como Jayne Castle

#### Novelas independientes (estándar)
- Vintage of Surrender	1966
- Queen of Hearts	1979
- Gentle Pirate	1980 (Pirata gentil)
- Bargain with the Devil	1981
- Right of Possesion	1981 (Derecho de posesión)
- Wagered Weekend	1981 (Locura de fin de semana)
- A Man's Protection	1982 (La protección de un hombre)
- A Negotiated Surrender	1982 (Rendición negociada = Demasiado tiempo, 1986)
- Affair of Risk 1982 (Cuestión de riesgo = Riesgo calculado, 1986)
- Power Play	1982 (Juego de poder, 1987)
- Relentless adversary 1982 (Adversario implacable)
- Spellbound	1982 (Hechizada = Conjuro para enamorar, 1986)
- Conflict of Interest	1980 (Conflicto de intereses, 1988)

#### Novelas independientes
- Double Dealing	1984
- Trading Secrets	1985

#### Guinevere Jones Serie
1. The Desperate Game	1986
2. The Chilling Deception	1986
3. The Sinister Touch	1986
4. The Fatal Fortune	1986

#### Curtain Series

##### Futuristic World of St. Helens
1. Amaryllis 1996
2. Zinnia	1997
3. Orchid	1988

##### Futuristic World of Harmony
1. "Bridle Jitters" en Charmed (1999) y Harmony (2000)
2. After Dark 2000 & en HARMONY 2000 (Después de oscurecer)
3. After Glow	2004 (Después del resplandor)
4. Ghost Hunter 2006
5. Silver Master 2007

### Como Jayne Taylor

#### Novela independiente
- Whirlwind Courtship	1979

### Como Jayne Bentley

#### Novelas independientes
- A Moment Past Midnight	1979
- Hired Husband	1979
- Maiden of the Morning	1979
- Sabrina's Scheme'	1979
- Turning Toward Home	1979

### Como Stephanie James

#### Novelas independientes
- A Passionate Business	1981
- Corporate Affair	1982 (Entre la venganza y la pasión, 2009)
- Dangerous Magic	1982 (Ver Jayne Ann Krentz)
- Lover in Pursuit	1982
- Reckless Passion	1982
- Renaissance Man	1982
- Stomy Challenge	1982
- Velvet Touch	1982
- Affair of Honor	1983 (Ver Jayne Ann Krentz)
- Battle Prize	1983 (El precio de la batalla)
- Body Guard	1983
- Gamemaster	1983
- Price of Surrender	1983
- Raven's Prey	1983
- Serpent in Paradise	1983 (Ver Jayne Ann Krentz)
- The silver Snare	1983 (La conquista del corazón)
- To Tame the Hunter	1983 (Dulce venganza)(Ver Jayne Ann Krentz)
- Gambler's Woman	1984 (La mujer del jugador, 2011)
- Night of the Magician	1984 (La noche del mago)
- Nightwalker	1984 (Ver Jayne Ann Krentz)
- Golden Goddess	1985 (La diosa de oro)
- Wizard	1985 (Una lección de amor)
- Cautious Lover	1986 (No te olvides del amor)
- Green Fire	1986 (Fuego verde)
- Secont Wife	1987 (Una nueva oportunidad)
- Saxon's Lady	1987
- The Challoner Bride	1987 (La novia)(Ver Jayne Ann Krentz)

- (Una lección de amor)

#### Colter Family Series (Serie Familia Colter)
1. Fabulous Beast	 1984 (La ninfa del mar, 2008)
2. The Devil to Pay	 1985 (Deuda de amor)

### Como Jayne Ann Krentz

#### Novelas independientes (estándar breve)
- Uneasy Alliance	1984 (Un amor distinto, 2004)
- Call It Destiny	1984 (Amor incondicional, 1994, 2003)
- Ghost of a Chance	1984 (Fantasmas de carne y hueso, 1987)
- Man With a Past	1985 (Un hombre con pasado, 2001)
- Witchcraft	1985 (Embrujo, 1989)
- Legacy	1985 (Engaños y deseo)
- The Waiting Game	1985 (El juego de la sospecha, 2012)
- True Colors	1986 (El color de la pasión, 1989)
- The Ties That Bind	1986 (Lazos de unión, 2003)
- Between the Lines	1986 (Entre líneas, 1987, 2003)
- The Family Way	1987 (Cosa de familia, 1988)
- The Main Attraction	1987 (El centro de atención, 1988)
- The Chance of a Lifetime	1987 (La hora de la venganza, 1988)
- Test of Time	1987 (Luna de miel, 1989)
- Full Bloom	1988 (Deseos en flor, 1992)
- Joy 1988 (Joya de fuego, 1989, 2003)
- A Woman's Touch	1989 (Un toque femenino, 1990, 2003)
- Lady's Choice	1989 (Las damas primero, 1991)
- To Wild To Wed?	1991
- The Wedding Night	1991 (Noche de bodas, 1992)
- The Private Eye	1992 (Mi querido detective, 1993)

#### Novelas individuales
- Twist of Fate	1986 (Destino truncado, 1987)
- A Coral Kiss	1987  (El beso del coral)
- Midnight Jewels	1987
- Golden Chance	1990 (Una oportunidad de oro)
- Silver Linings	1991
- Sweer Fortune	1991
- Family Man	1992 (Un hombre de familia, 1994)
- Perfect Partners	1992 (Socios y amantes, 1994)
- Hidden Talents	1993
- Wildest Hearts	1993 (Corazones salvajes, 1994, 1996)
- Grand Passion	1994 (El hombre del espejo, 1995)
- "Connecting Rooms" en Everlasting Love 1995 & en Hearts Desire 1998 (Habitaciones conectadas)
- Trust Me	1995
- Absolutely, Positively	1996 (Inventar el amor, 1997, 1999, 2003)
- Deep Waters	1997
- Flash	1998
- Sharp Edges	1998  (Bordes afilados)
- Eye of the Beholder	1999
- Lost & Found	2000
- Soft Focus	2000
- Smoke in Mirrors	2002 (La casa de los espejos, 2003, 2005)
- Dangerous Affair	2004
- Falling Awake	2004 (En tus sueños, 2005)
- No Going Back	2004
- All Night Long	2005 (Toda la noche, 2006)
- River Road         enero de 2014
- Trust No One       enero de 2015
- On the Edge        junio de 2015
- Secret Sisters     diciembre de 2015
- When All the Girls Have Gone diciembre de 2016

#### Lost Colony Series
1. Crystal Flame	1986
2. Sweet Starfire	1986
3. Shield's Lady 1989

#### Dreams Duology(Dulogía Sueños)
1. Dreams, Part One	1988 (Sueños, 2003)
2. Dreams, Part Two	1988 (Sueños II, 2003)

- Sueños: Sueños y Sueños II (2006)

#### Gifts Duology
1. Gift of Gold	1988
2. Gift of Fire	1989

#### Ladys and Leyend Series
1. The Pirate	1990 (Corazón de Pirata)
2. The Adventurer 1990 (Corazón aventurero)
3. The Cowboy	1990 (Corazón salvaje)

#### Whispering Springs
1. Light in Shadow	2003 (Cerco de sombras, 2004, 2005)
2. Truth or Dare	2004 (El juego de la verdad, 2004, 2006)

#### Eclipse Bay Series
1. Eclipse Bay             2000
2. Dawn in Eclipse Bay     2001
3. A Summer in Eclipse Bay 2002

- Las tres publicadas juntas en la colección Together in Eclipse Bay, 2003

#### Dark Legacy
1. Copper Beach (enero de 2012)
2. Dream Eyes (enero de 2013)

#### Novelas independientes que eran de otros seudónimos
Originalmente de Stephanie James:
- Dangerous Magic	 1982 (El precio de sus deseos, 2004)
- Affair of Honor	 1983 (Prisionera del olvido, 2004)
- Serpent in Paradise	 1983 (Mentiras en el paraíso, 2006)
- To Tame the Hunter	 1983 (Dulce venganza, 2006)
- Nightwalker	 1984 (Pasión o venganza, 2002)
- The Challoner Bride	 1987 (La novia, 2005)

### Como Amanda Glass

#### Novela independiente
- Shield's Lady	1989

### Como Amanda Quick
the perfect poison 2009 El veneno perfecto
the third circle 2008 El tercer círculo

#### Novelas independientes
- Seduction	1990,02 (Seducción, 2001, 2003, 2004, 2006)
- Surrender	1990,09 (Rendición, 2003, 2005)
- Scandal	1991,02 (Escándalo, 2001, 2004, 2003)
- Rendevouz	1991,10 (Cita de amor, 1997, 2001, 2003)
- Ravished	1992,06 (Fascinación, 2001, 2003, 2004)
- Reckless	1992,12 (La imprudente, 2001, 2003, 2004)
- Dangerous	1993,05 (El peligro de la pasión, 1999, 2002, 2003, 2006)
- Deception	1993,07 (Engaño, 1996, 2003, 2005)
- Desire	1993,12 (Deseo, 2003)
- Mistress	1994,07 (La amante, 1998, 2001, 2003)
- Mystique	1995,01 (Amor mágico, 1998, 2002, 2003, 2006)
- Mischief	1996,08 (Las trampas del amor, 1999,2001, 2003)
- Affair	1997,06 (Hipnosis, 2000, 2003)
- With This Ring	1998,04 (Los anillos de Afrodita, 2000, 2002, 2003)
- The Paid Companion	2004,05 (Una dama a sueldo, 2005, 2006)
- Wait Until Midnight	2004 (Al llegar la medianoche, 2006)
- The River Knows	2007,05 (El río sabe tu nombre)

#### Vanza Series(Serie Vanza)
1. I Thee Wed	1999,04 (No debo amarte, 2004, 2003, 2004)
2. Wicked Widow	2000,04 (Secretos, 2003, 2004)
3. Lie by Moonlight	2005,05 (Bajo la Luna, 2006)

#### Lake & March Trilogy(Trilogía Lake & March)
1. Slightly Shady	2001,04 (Un pasado sombrío, 2002, 2004, 2003, 2004)
2. Don't Look Back	2002,04 (No mires atrás, 2003, 2004)
3. Late for the Wedding	2003,04 (Amantes y sabuesos, 2004, 2005, 2007)

### No ficción
- Dangerous Men and Adventurous Women: Romance Writers on the Appeal of the Romance (también edita)